# پارک سابین
پارک سابین (به انگلیسی: Park Subin) (زاده ۱۲ فوریه ۱۹۹۴) خواننده، ترانه سرا، مجری تلویزیون کره‌ای است.
او عضو گروه دال شابت است.